# Buharski jezik
Buharski jezik (judeotadžički, boharski; ISO 639-3: bhh), indoeuropski jezik uže iranske skupine, kojim govori oko 110 000 ljudi, od čega 50 000 u Izraelu (1995 H. Mutzafi), 10 000 u Uzbekistanu (1995), a ostali najviše u SAD-u.
Naziva se i judeotadžički i pripada perzijskoj podskupini jugozapadnih zapadnoiranskih jezika. U Izraelu se piše hebrejskim pismom; radio-programi.

## Vanjske poveznice
- Ethnologue (14th)
- Ethnologue (15th)